# UAE Pro League 2022/23
Die UAE Pro League 2022/23 war die 48. Spielzeit der höchsten Fußballliga der Vereinigten Arabischen Emirate seit ihrer Gründung im Jahr 1973. Organisiert wird die Liga von der United Arab Emirates Football Association. Es nahmen 14 Mannschaften an dem Wettbewerb teil. Die Saison begann am 2. September 2022 und endete am 13. Mai 2023. Titelverteidiger war al Ain Club.

## Modus
Die Vereine spielten ein Doppelrundenturnier aus, womit sich insgesamt 26 Spiele pro Mannschaft ergaben. Es wurde nach der 3-Punkte-Regel gespielt (drei Punkte pro Sieg, ein Punkt pro Unentschieden). Die Tabelle wurde nach den folgenden Kriterien bestimmt:
1. Anzahl der erzielten Punkte
2. Anzahl der erzielten Punkte im direkten Vergleich
3. Tordifferenz im direkten Vergleich
4. Anzahl Auswärtstore im direkten Vergleich
5. Tordifferenz aus allen Spielen
6. Anzahl Tore in allen Spielen

## Teilnehmer
| Mannschaft             | Standort      | Stadion                              | Kapazität |
| ---------------------- | ------------- | ------------------------------------ | --------- |
| Adschman Club          | Adschman      | Ajman Stadium                        | 5,537     |
| al Ain Club            | al-Ain        | Hazza Bin Zayed Stadium              | 25.000    |
| al Bataeh Club         | Al Bataeh     | Al Bataeh Stadium                    | 2.000     |
| al-Dhafra              | Madinat Zayed | Al Dhafra Stadium                    | 5.020     |
| al-Jazira Club         | Abu Dhabi     | al-Jazira-Mohammed-Bin-Zayed-Stadion | 42.056    |
| al-Nasr SC             | Dubai         | Al-Maktoum-Stadion                   | 15.058    |
| al-Wahda               | Abu Dhabi     | Al-Nahyan-Stadion                    | 15.500    |
| al-Wasl                | Dubai         | Zabeel-Stadion                       | 8.472     |
| Baniyas SC             | Abu Dhabi     | Baniyas Stadium                      | 10.000    |
| Dibba al-Fujairah Club | Dibba         | New Dibba Stadium                    | 9.500     |
| Al-Ittihad Kalba SC    | Kalba         | Ittihad-Kalba-Stadion                | 8.500     |
| Khor Fakkan Club       | Khor Fakkan   | SBM Al Qassimi Stadium               | 7.500     |
| al-Ahli Dubai          | Dubai         | Al-Rashid Stadium                    | 12.052    |
| Sharjah FC             | Schardscha    | Sharjah Stadium                      | 11.000    |

## Ausländische Spieler
| Mannschaft             | Spieler 1         | Spieler 2             | Spieler 3         | Spieler 4          | Spieler 5         | Ehemalige Spieler                                               |
| ---------------------- | ----------------- | --------------------- | ----------------- | ------------------ | ----------------- | --------------------------------------------------------------- |
| Adschman Club          | Miral Samardžić   | Firas Ben Larbi       | Walid Azaro       | Ali Madan          | Prestige Mboungou |                                                                 |
| al Ain Club            | Kodjo Fo-Doh Laba | Soufiane Rahimi       | Andrij Jarmolenko | Mehdi Moubarik     | Tin Jedvaj        | Danilo Arboleda                                                 |
| al Bataeh Club         | Anatole Abang     | Lourency              | Artur Jorge       | João Novais        | Kwame Bonsu       | Thibang Phete                                                   |
| al-Dhafra              | Mohamed Rayhi     | Cláudio               | Walid Karoui      | Tiago Leonço       | Georgi Milanov    | Mitchell Te Vrede Lucas Cândido                                 |
| al-Jazira Club         | Miloš Kosanović   | Thulani Serero        | Florin Tănase     | Achraf Bencharki   | Ayman Hussein     | Filip Novák Abdoulay Diaby                                      |
| al-Nasr SC             | Tozé              | Ryan Mendes           | Adel Taarabt      | Samir Memišević    | Peniel Mlapa      | Jája Silva Dembo Darboe Lucas                                   |
| al-Wahda               | João Pedro        | Adrien Silva          | Allan             | Matheus Pereira    |                   | Fábio Martins Maracás Pizzi Ahmed Refaat                        |
| al-Wasl                | Djamel Benlamri   | Soufiane Bouftini     | Gerónimo Poblete  | Tomás Chancalay    | Felipe Gutiérrez  | Gilberto Gabrielzinho                                           |
| Baniyas SC             | Saša Ivković      | Gastón Álvarez Suárez | Nicolás Giménez   | Rafael Elias       | Opa Nguette       |                                                                 |
| Dibba al-Fujairah Club | Marcelo           | Jája Silva            | Edu               | Pedro Castro       | China             | Joey Sleegers Aleksandar Šćekić Saliou Guindo Kabelo Seakanyeng |
| Al-Ittihad Kalba SC    | Filip Kiss        | Daniel Sartori Bessa  | Igor Rossi Branco | Alexandru Cicâldău | Abdoulay Diaby    | Peniel Mlapa                                                    |
| Khor Fakkan Club       | Dodô              | Aylton Boa Morte      | Lazar Rosić       | Fábio Abreu        | Mehdi Abeid       | Ramon Lopes Panagiotis Tachtsidis                               |
| al-Ahli Dubai          | Federico Cartabia | Aziz Gʻaniyev         | Ahmad Nourollahi  | Omar Khribin       | Jason Denayer     |                                                                 |
| Sharjah FC             | Caio              | Paco Alcácer          | Miralem Pjanić    | Kostas Manolas     | Djaniny           | Makhete Diop                                                    |

## Abschlusstabelle
Stand: Saisonende 2022/23
| Pl. | Verein                     | Sp. | S  | U | N  | Tore    | Diff. | Punkte |
| --- | -------------------------- | --- | -- | - | -- | ------- | ----- | ------ |
| 1.  | al-Ahli Dubai              | 26  | 17 | 6 | 3  | 053:250 | +28   | 57     |
| 2.  | al Ain Club (M)            | 26  | 16 | 6 | 4  | 067:310 | +36   | 54     |
| 3.  | al-Wahda                   | 26  | 15 | 7 | 4  | 048:260 | +22   | 52     |
| 4.  | al-Wasl                    | 26  | 13 | 8 | 5  | 053:320 | +21   | 47     |
| 5.  | al-Jazira Club             | 26  | 14 | 4 | 8  | 050:390 | +11   | 46     |
| 6.  | Adschman Club              | 26  | 13 | 5 | 8  | 041:380 | +3    | 44     |
| 7.  | Sharjah FC (P)             | 26  | 12 | 7 | 7  | 042:210 | +21   | 43     |
| 8.  | Al-Ittihad Kalba SC        | 26  | 9  | 6 | 11 | 032:410 | −9    | 33     |
| 9.  | al-Nasr SC                 | 26  | 7  | 6 | 13 | 027:430 | −16   | 27     |
| 10. | Khor Fakkan Club           | 26  | 6  | 7 | 13 | 028:440 | −16   | 25     |
| 11. | Baniyas SC                 | 26  | 6  | 6 | 14 | 034:460 | −12   | 24     |
| 12. | al Bataeh Club (N)         | 26  | 5  | 6 | 15 | 030:570 | −27   | 21     |
| 13. | Dibba al-Fujairah Club (N) | 26  | 5  | 5 | 16 | 020:440 | −24   | 20     |
| 14. | al-Dhafra                  | 26  | 3  | 3 | 20 | 026:640 | −38   | 12     |

| Zum Saisonende 2022/23: |
| Meister der UAE Pro League, Qualifikation zu den Play-off-Spielen der AFC Champions League Teilnahme an der Gruppenphase der AFC Champions League Pokalsieger und Teilnahme an der Gruppenphase der AFC Champions League Abstieg in die UAE First Division League |

| Zum Saisonende 2021/22: |                                                                                              |
| (M)                     | Amtierender Meister: al Ain Club                                                             |
| (P)                     | Amtierender Pokalsieger: Sharjah FC                                                          |
| (N)                     | Aufsteiger aus der UAE First Division League 2021/22: al Bataeh Club, Dibba al-Fujairah Club |

## Tabellenverlauf
Verlegte Partien werden entsprechend der ursprünglichen Terminierung dargestellt, damit an allen Spieltagen für jede Mannschaft die gleiche Anzahl an Spielen berücksichtigt wird.
|                        | 1  | 2  | 3  | 4  | 5  | 6  | 7  | 8  | 9  | 10 | 11 | 12 | 13 | 14 | 15 | 16 | 17 | 18 | 19 | 20 | 21 | 22 | 23 | 24 | 25 | 26 |
| ---------------------- | -- | -- | -- | -- | -- | -- | -- | -- | -- | -- | -- | -- | -- | -- | -- | -- | -- | -- | -- | -- | -- | -- | -- | -- | -- | -- |
| al-Ahli Dubai          | 14 | 7  | 5  | 7  | 7  | 6  | 5  | 3  | 3  | 1  | 1  | 2  | 1  | 1  | 1  | 2  | 1  | 1  | 1  | 1  | 1  | 1  | 1  | 1  | 1  | 1  |
| al Ain Club            | 7  | 3  | 8  | 4  | 4  | 4  | 3  | 8  | 7  | 8  | 7  | 7  | 7  | 7  | 5  | 4  | 3  | 3  | 2  | 2  | 2  | 2  | 2  | 2  | 2  | 2  |
| al-Wahda               | 5  | 10 | 10 | 10 | 5  | 5  | 4  | 2  | 2  | 2  | 2  | 4  | 3  | 3  | 3  | 5  | 5  | 4  | 4  | 4  | 3  | 3  | 3  | 3  | 3  | 3  |
| al-Wasl                | 6  | 5  | 7  | 3  | 3  | 1  | 2  | 4  | 4  | 3  | 4  | 6  | 4  | 4  | 4  | 3  | 2  | 2  | 3  | 3  | 4  | 4  | 5  | 4  | 4  | 4  |
| al-Jazira Club         | 2  | 2  | 2  | 2  | 2  | 3  | 7  | 6  | 5  | 6  | 6  | 5  | 6  | 5  | 6  | 6  | 6  | 6  | 6  | 7  | 6  | 6  | 7  | 6  | 7  | 5  |
| Adschman Club          | 8  | 11 | 11 | 11 | 6  | 9  | 6  | 5  | 8  | 5  | 5  | 3  | 5  | 6  | 7  | 7  | 7  | 7  | 7  | 6  | 7  | 7  | 6  | 5  | 5  | 6  |
| Sharjah FC             | 3  | 1  | 1  | 1  | 1  | 2  | 1  | 1  | 1  | 4  | 3  | 1  | 2  | 2  | 2  | 1  | 4  | 5  | 5  | 5  | 5  | 4  | 5  | 7  | 6  | 7  |
| Al-Ittihad Kalba SC    | 13 | 9  | 4  | 6  | 8  | 7  | 8  | 7  | 6  | 7  | 8  | 8  | 8  | 8  | 8  | 8  | 8  | 8  | 8  | 8  | 8  | 8  | 8  | 8  | 8  | 8  |
| al-Nasr SC             | 9  | 4  | 6  | 8  | 10 | 10 | 11 | 12 | 12 | 12 | 12 | 12 | 12 | 12 | 12 | 12 | 12 | 12 | 12 | 10 | 9  | 9  | 9  | 9  | 10 | 9  |
| Khor Fakkan Club       | 11 | 13 | 13 | 14 | 11 | 11 | 12 | 11 | 11 | 11 | 9  | 10 | 10 | 9  | 10 | 10 | 10 | 9  | 9  | 9  | 11 | 11 | 10 | 10 | 9  | 10 |
| Baniyas SC             | 4  | 8  | 9  | 9  | 12 | 12 | 10 | 9  | 9  | 10 | 10 | 9  | 9  | 10 | 9  | 9  | 9  | 10 | 10 | 11 | 10 | 10 | 11 | 11 | 11 | 11 |
| al Bataeh Club         | 1  | 6  | 3  | 5  | 9  | 8  | 9  | 10 | 10 | 9  | 11 | 11 | 11 | 11 | 11 | 11 | 11 | 11 | 11 | 12 | 12 | 12 | 12 | 13 | 12 | 12 |
| Dibba al-Fujairah Club | 12 | 14 | 12 | 13 | 14 | 14 | 14 | 14 | 14 | 14 | 13 | 13 | 14 | 14 | 14 | 14 | 14 | 14 | 14 | 14 | 13 | 13 | 13 | 12 | 13 | 13 |
| al-Dhafra              | 10 | 12 | 14 | 12 | 13 | 13 | 13 | 13 | 13 | 13 | 14 | 14 | 13 | 13 | 13 | 13 | 13 | 13 | 13 | 13 | 14 | 14 | 14 | 14 | 14 | 14 |

## Torschützenliste
Stand: Saisonende 2022/23
| Platz | Spieler           | Mannschaft          | Tore |
| ----- | ----------------- | ------------------- | ---- |
| 1.    | Kodjo Fo-Doh Laba | al Ain Club         | 28   |
| 2.    | Ali Mabkhout      | al-Jazira Club      | 27   |
| 3.    | Fábio Lima        | al-Wasl             | 19   |
| 4.    | João Pedro        | al-Wahda            | 15   |
| 5.    | Lourency          | al Bataeh Club      | 13   |
| 6.    | Walid Azaro       | Adschman Club       | 12   |
| 6.    | Firas Ben Larbi   | Adschman Club       | 12   |
| 8.    | Soufiane Rahimi   | al Ain Club         | 11   |
| 8.    | Federico Cartabia | al-Ahli Dubai       | 11   |
| 8.    | Andrij Jarmolenko | al Ain Club         | 11   |
| 11.   | Caio              | Sharjah FC          | 9    |
| 11.   | Tomás Chancalay   | al-Wasl             | 9    |
| 11.   | Ahmed Al-Naqbi    | Al-Ittihad Kalba SC | 9    |
| 14.   | Paco Alcácer      | Sharjah FC          | 8    |
| 14.   | Aylton Boa Morte  | Khor Fakkan Club    | 8    |
| 16.   | Nicolás Giménez   | Baniyas SC          | 7    |
| 16.   | Omar Khribin      | al-Ahli Dubai       | 7    |
| 16.   | Prestige Mboungou | Adschman Club       | 7    |
| 16.   | Yahya Al-Ghassani | al-Ahli Dubai       | 7    |

## Hattricks
Stand: Saisonende 2022/23
| Spieler             | Verein         | Gegnerischer Verein    | Ergebnis | Datum              |
| ------------------- | -------------- | ---------------------- | -------- | ------------------ |
| Ali Mabkhout        | al-Jazira Club | Khor Fakkan Club       | 4:2 (A)  | 9. September 2023  |
| Kodjo Fo-Doh Laba 4 | al Ain Club    | al-Dhafra              | 7:0 (H)  | 10. September 2023 |
| Fábio Lima          | al-Wasl        | al-Dhafra              | 4:0 (H)  | 8. Oktober 2023    |
| Rafael Elias        | Baniyas SC     | Dibba al-Fujairah Club | 4:1 (A)  | 22. Oktober 2023   |
| Ali Mabkhout        | al-Jazira Club | al-Nasr SC             | 4:3 (H)  | 7. April 2023      |

4 Vier Tore in einem Spiel

## Ergebnisse
Die Kreuztabelle stellt die Ergebnisse aller Spiele dieser Saison dar. Die Heimmannschaft ist in der linken Spalte, die Gastmannschaft in der oberen Zeile aufgelistet.
| Saison 2022/23         | ADS | AAC | BAT | DHA | JAZ | NAS | WAH | WAS | BAN | DIB | ITT | KHO | ADU | SHA |
| ---------------------- | --- | --- | --- | --- | --- | --- | --- | --- | --- | --- | --- | --- | --- | --- |
| Adschman Club          |     | 1:1 | 1:1 | 2:1 | 1:1 | 4:1 | 2:3 | 4:2 | 2:0 | 3:2 | 1:0 | 0:0 | 1:3 | 2:3 |
| al Ain Club            | 5:1 |     | 5:2 | 7:0 | 3:2 | 0:1 | 2:3 | 1:1 | 2:2 | 3:0 | 3:0 | 2:1 | 1:1 | 2:0 |
| al Bataeh Club         | 1:1 | 2:3 |     | 1:1 | 2:4 | 2:0 | 0:4 | 1:2 | 3:3 | 0:1 | 2:2 | 2:2 | 0:6 | 0:1 |
| al-Dhafra              | 0:1 | 1:4 | 1:2 |     | 4:1 | 1:1 | 1:3 | 0:2 | 2:4 | 2:1 | 0:2 | 1:3 | 3:2 | 0:1 |
| al-Jazira Club         | 0:1 | 2:1 | 3:1 | 3:2 |     | 4:3 | 0:1 | 2:0 | 2:0 | 2:0 | 2:0 | 1:1 | 2:3 | 3:3 |
| al-Nasr SC             | 2:0 | 1:3 | 2:2 | 1:0 | 0:2 |     | 0:1 | 1:2 | 1:0 | 0:1 | 3:0 | 1:0 | 2:2 | 1:0 |
| al-Wahda               | 0:1 | 0:3 | 2:1 | 4:2 | 3:1 | 4:0 |     | 3:3 | 1:1 | 3:0 | 0:1 | 2:2 | 1:1 | 0:0 |
| al-Wasl                | 2:1 | 2:3 | 3:1 | 4:0 | 1:2 | 2:0 | 2:2 |     | 3:0 | 1:1 | 2:2 | 3:0 | 1:2 | 1:1 |
| Baniyas SC             | 2:3 | 2:2 | 0:1 | 5:0 | 1:1 | 1:1 | 0:1 | 1:3 |     | 0:2 | 1:2 | 1:0 | 1:2 | 0:4 |
| Dibba al-Fujairah Club | 1:3 | 0:2 | 0:1 | 1:1 | 0:1 | 2:1 | 1:1 | 0:1 | 1:4 |     | 2:2 | 1:0 | 1:2 | 0:2 |
| Al-Ittihad Kalba SC    | 0:2 | 2:3 | 0:2 | 2:0 | 2:1 | 5:3 | 0:2 | 1:1 | 2:1 | 2:0 |     | 1:1 | 1:2 | 0:4 |
| Khor Fakkan Club       | 2:2 | 0:3 | 3:0 | 4:3 | 2:4 | 0:0 | 0:2 | 1:5 | 1:2 | 1:0 | 2:1 |     | 0:1 | 1:0 |
| al-Ahli Dubai          | 1:0 | 2:1 | 3:0 | 2:1 | 2:1 | 3:0 | 2:1 | 2:2 | 1:2 | 5:1 | 0:0 | 3:1 |     | 0:2 |
| Sharjah FC             | 4:0 | 2:2 | 3:0 | 1:0 | 2:3 | 1:1 | 0:1 | 0:1 | 3:0 | 1:1 | 1:2 | 3:0 | 0:0 |     |